# ولادیمیر اشکنازی
ولادیمیر داویدویچ اشکنازی (به روسی: Владимир Давидович Ашкенази) (زادهٔ ۶ ژوئیهٔ ۱۹۳۷) نوازنده پیانو، رهبر ارکستر و آهنگساز روس است. او اکنون شهروند ایسلند می‌باشد.

## زندگی‌نامه
ولادیمیر اشکنازی از ۶ سالگی نواختن پیانو را آموخت. والدین او هر دو نوازندگان حرفه‌ای پیانو بودند. به مدت ده سال در مدرسه مرکزی موسیقی مسکو درس خواند. در سال ۱۹۵۵ وارد کنسرواتوار مسکو شد. در سال ۱۹۵۶ مدال طلای مسابقه بین‌المللی ملکه الیزابت در بروکسل را برد و شهرتی جهانی به دست آورد. در ۱۹۶۲ در مسابقه بین‌المللی چایکوفسکی اول شد. در ۱۹۶۳ جلای وطن کرد و به غرب رفت. در ۱۹۷۲ شهروندی ایسلند را اختیار کرد.
اشکنازی از اواسط دهه ۱۹۷۰ میلادی به رهبری ارکستر پرداخت.